# 伊藤文
伊藤 文（いとう あや、1976年8月6日 - ）は、中国放送（RCC）の社員。元アナウンサー。広島県広島市（現：広島市安佐北区）出身。

## 人物
関西外国語大学卒業。星座はしし座。
2000年、東日本放送（KHB）に入社し、アナウンサーを務めた後、2006年3月末をもって退社。帰郷して翌4月、RCCに入社した。
好きなものは商店街と下町グルメ。大学時代は大阪の天神橋筋商店街に住んでいた。
2010年夏から2011年にかけて1度目の産休。2016年3月27日より2度目の産休。産休前最後の担当は同年3月26日の「中国新聞ニュース」だった。そして、2017年5月ごろにアナウンス業務に復帰した。
2023年6月27日の『おひるーな』への出演を最後にアナウンス部から、事業部に異動した。
2025年2月6日、自身のX（旧Twitter）アカウントで、有給休暇を消化した後、8月31日で退職することを公表した。既に業務の引継ぎは済ませているという。退職後については未定。

## 出演番組

### 中国放送時代

#### テレビ
- ランキンLand!（2014年10月10日 - 2015年12月、2018年6月1日 - 2023年6月）MC 毎週金曜
- RCCニュース
- ぶらぴ（2006年 - 2008年）
- オトメキ（2008年 - 2009年「ぶらぴ」「ブルマン」の後番組と位置付けられていた）
- イブニング4（2008年4月 - 2010年3月：月～水担当，2011年10月 - 2012年3月：月～金曜）
- RCCニュース6（2009年4月 - 2010年6月）
- イマなま3チャンネル（2012年4月 - 2014年9月）
- たまゆらの竹原 感動に出会う女子の旅（2017年12月28日、RCCテレビ） ナレーション

#### ラジオ
- 歌のない歌謡曲 （2018年5月 - ）[4]
- おひるーな（2014年10月 - 2016年3月25日：金曜担当、2020年4月 - 2023年6月27日：月曜・火曜担当）
  - おだしずえが担当の曜日も、時折番組中の『中国新聞ニュース』を担当することがあり、ニュース終了後のCMまでの時間調整でおだやコメンテーター（ヒルニスト）とのトークに加わることがあった。
- 中国新聞ニュース
- サンデースタジアムGOGO（2006年10月 - 2007年9月）
- 中四国ライブネット
  - 「広島発　ディスコへGO！！～あれは何年前～」（2007年3月3日）
- マツダミュージックドライブ（2006年4月 - 2009年3月）
- 伊藤文のサンデー! Sunday!（2008年4月 - 2009年3月）
- バッキー守岡のウィークえんじゃ～（2007年4月 - 2009年3月）
- RADIO ONE（2013年4月 - 2013年9月）
- ひろしま民話図書館（2017年10月 - 2020年3月）

### KHB東日本放送時代
- 八波一起のTVイーハトーブ
- スーパーJチャンネルみやぎ
- 週末の女神